# 威諾納湖 (印第安納州)
威諾納湖（英語：Winona Lake）是一個位於美國印第安納州科西阿斯科縣的城鎮。

## 人口
根據2010年美國人口普查的數據，威諾納湖的面積為8.43平方千米，當中陸地面積為7.16平方千米，而水域面積為1.27平方千米。當地共有人口4908人，而人口密度為每平方千米582人。